# The Way It Goes
The Way It Goes è una canzone della rock band inglese Status Quo, uscita come singolo nel marzo del 1999.

## La canzone
Leggero e scanzonato, è un brano di boogie rock and roll fondato sui tipici tre accordi, toni ruvidi e testi disimpegnati, secondo il classico stile della band di Francis Rossi.
Primo singolo estratto dall'album Under the Influence, va al n. 39 delle charts britanniche.

## Tracce
1. The Way It Goes (edit) - 3:20 - (Rossi/Frost)
2. Sea Cruise - 3:07 - (H. Smith)
3. Under the Influence - album trailer - 3:45 - (autori vari)

## Formazione
- Francis Rossi (chitarra solista, voce)
- Rick Parfitt (chitarra ritmica, voce)
- Andy Bown (tastiere, chitarra, armonica a bocca, cori)
- John 'Rhino' Edwards (basso, voce)
- Jeff Rich (percussioni)